# Blechaufreißer

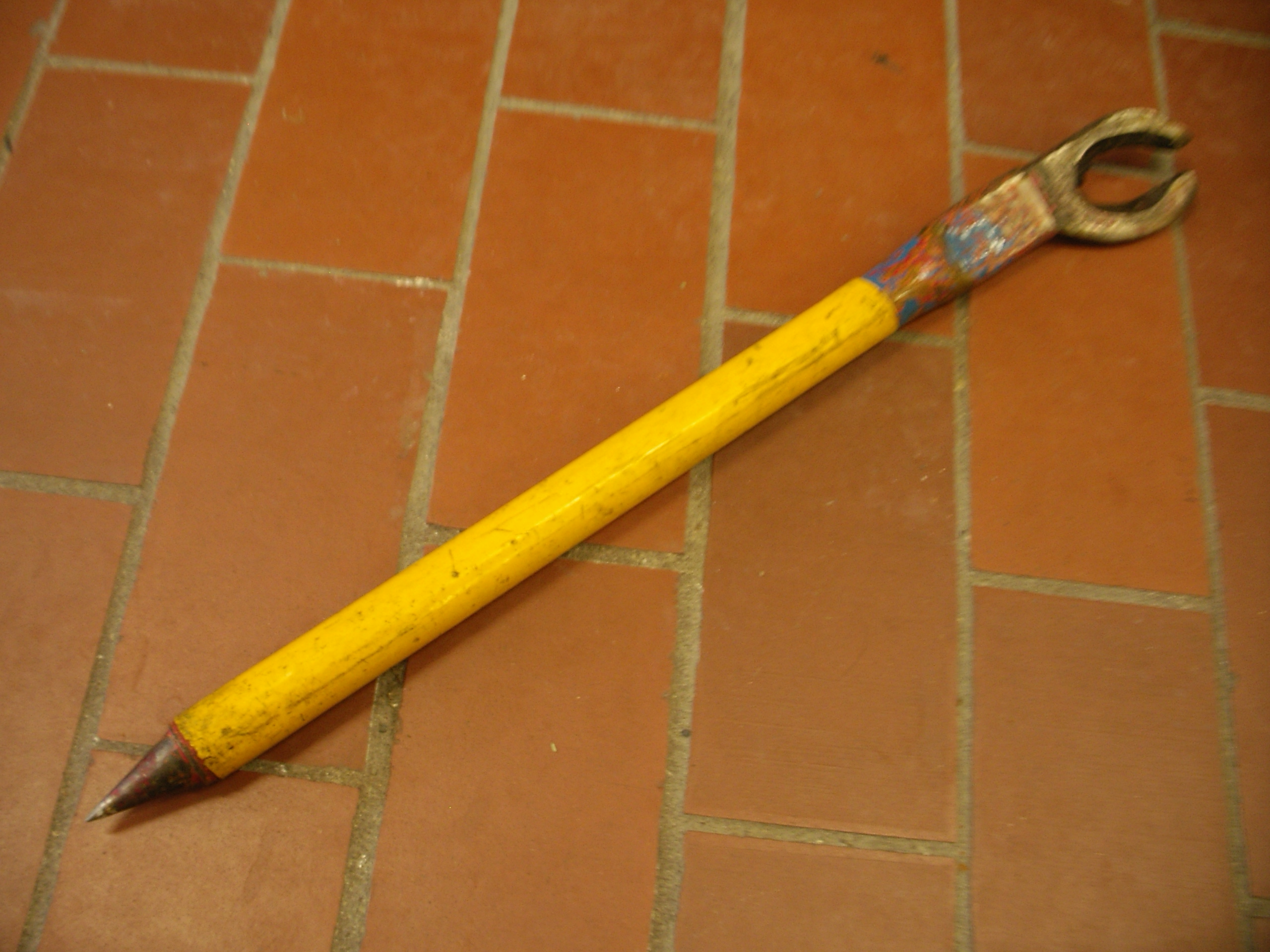
Blechaufreißer

Der Blechaufreißer dient dem Aufreißen dünner Bleche, zum Beispiel von Fahrzeugkarosserien. Auch zum Aufreißen von Verbundglasscheiben an Fahrzeugen kann der Blechaufreißer verwendet werden. 
Er besteht aus einer ca. 50 Zentimeter langen Stahlstange mit einer Spitze, mit der zunächst ein Loch in das Blech gestoßen wird. Die andere Seite des Blechaufreißers hat eine Klaue, ähnlich wie bei einem Dosenöffner, womit das Blech anschließend Stück für Stück aufgerissen wird.

## Vorteile
Die wesentlichsten Vorteile gegenüber einer Glassäge beim Öffnen von Verbundglasscheiben:
- Es entsteht kein feiner Glasstaub
- Patientengerechtere Rettung durch ruhigeres Arbeiten (weniger ruckartige Bewegungen, leiser)
- Zumeist schneller
- Weiter verbreitet als Glassägen